# Bancários (Rio de Janeiro)
Bancários é um bairro de Classe média da Zona Norte do município do Rio de Janeiro. Fica localizado dentro da Ilha do Governador. Já foi conhecido como Jardim Duas Praias, por ser delimitado aos extremos pela Praia dos Bancários e pela Praia Congonhas do Campo, também conhecida como Praia do Barão.
Faz limite com os bairros de Tauá, Cocotá e Freguesia.
Seu IDH, no ano 2000, era de 0,861, o 41º melhor do município do Rio de Janeiro.
Denominação, delimitação e codificação estabelecida pelo Decreto Nº 3158 de 23 de julho de 1981, com alterações do Decreto Nº 5280 de 23 de agosto de 1985.
Originou-se do conjunto habitacional construído pelo antigo Instituto de Aposentadoria e Pensões dos Bancários (IAPB), nas décadas de 1940-1950.
Algumas ruas conhecidas são Doutor Manoel Marreiros, Max Yantok, Juan Pablo Duarte, Estrada da Porteira, Avenida Ilha das Enxadas e Avenida Ilha do Fundão.